# ピアッジョ P.150
ピアッジョ P.150
- 用途：練習機
- 製造者：ピアジオ・エアロ・インダストリーズ
- 初飛行：1952年

ピアッジョ P.150（Piaggio P.150）は、ピアジオ・エアロ・インダストリーズ（ピアッジョ社）で設計、生産された1950年代のイタリアの練習機である。本機はイタリア空軍のノースアメリカン T-6の代替機を求める要求に応じて設計された。

## 開発
P.150はT-6練習機の代替機を求めるイタリア空軍へ向けてフィアット G.49やマッキ MB.323に対抗して設計された。本機は尾輪式の輪間距離の広い引き込み可能な降着装置を持つ全金属製の片持ち式の低翼単葉機であった。操縦士と教官は一体型の透明キャノピーの中でタンデムに座り、元々はプラット・アンド・ホイットニー ワスプ 星型エンジンを搭載していたが後にアルビス レオニデスに換装された。P.150は採用されず、量産には入らなかった。

## 要目 (P.150)
出典: Jane's All The World's Aircraft 1953-54 
諸元
- 乗員: 2
- 全長: 9.25 m （30 ft 4 in）
- 全高: 2.80 m （9 ft 2 in）
- 翼幅: 12.9 m（42 ft 4 in）
- 翼面積: 25.20 m2 （271 ft2）
- 空虚重量: 1,940 kg （4,277 lb）
- 運用時重量: 2,540 kg （5,600 lb）
- 有効搭載量: kg （lb）
- 最大離陸重量: kg （lb）
- 動力: プラット・アンド・ホイットニー R-1340-S3H1 空冷 星型エンジン、447 kW （600 hp）   × 1

性能
- 超過禁止速度: km/h （kt）
- 最大速度: 350 km/h  218 mph
- 巡航速度: 315 km/h （kn） 196 mph
- 失速速度: km/h （kt）
- フェリー飛行時航続距離: km （海里）
- 航続距離: 1,400 km （nmi） 870 miles
- 実用上昇限度: 7,300 m （23,950 ft）
- 離陸滑走距離: m （ft）
- 着陸滑走距離: m （ft）
- 馬力荷重（プロペラ）: kW/kg （lb/hp）